# 入浴

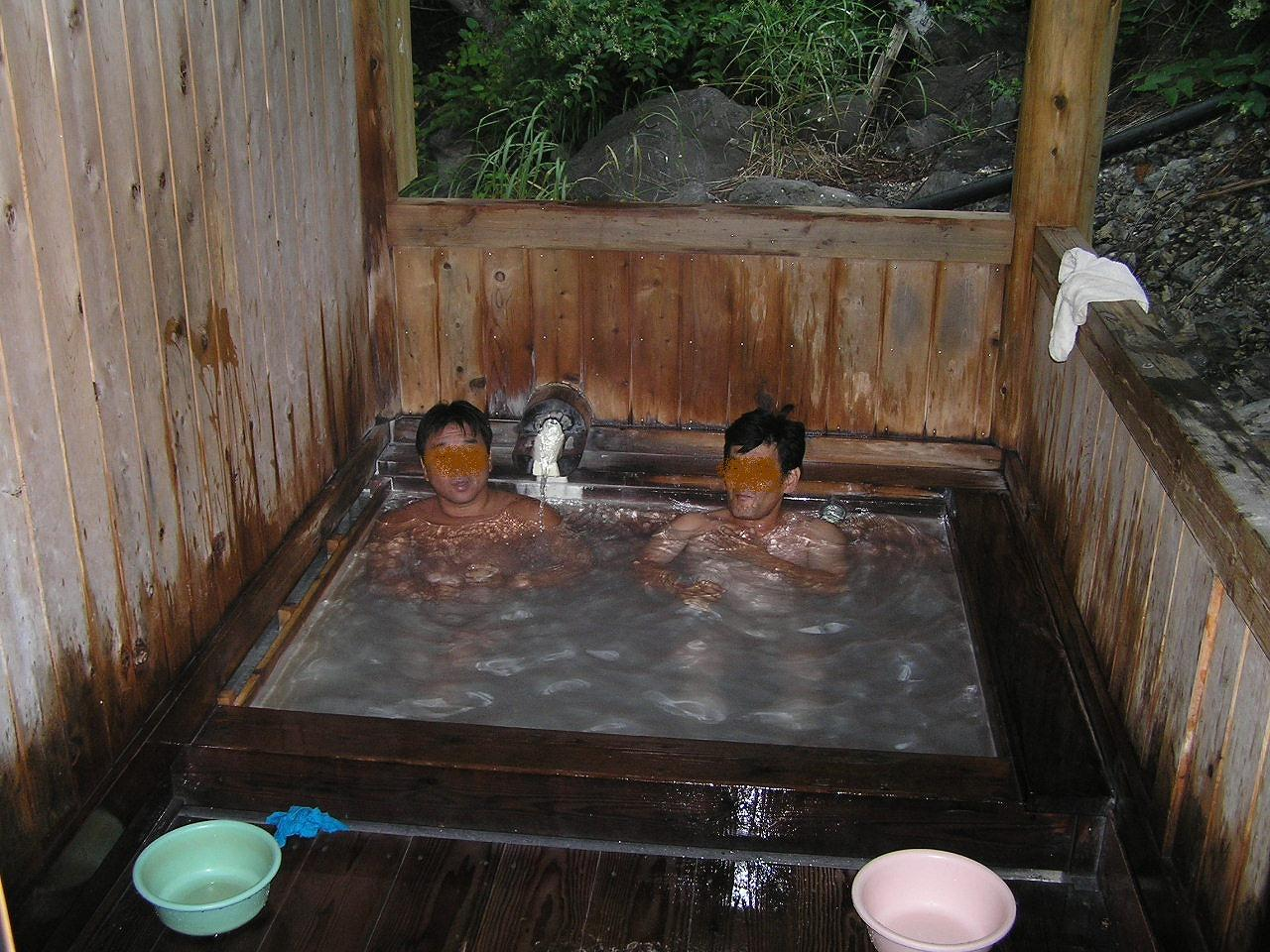
入浴する人々

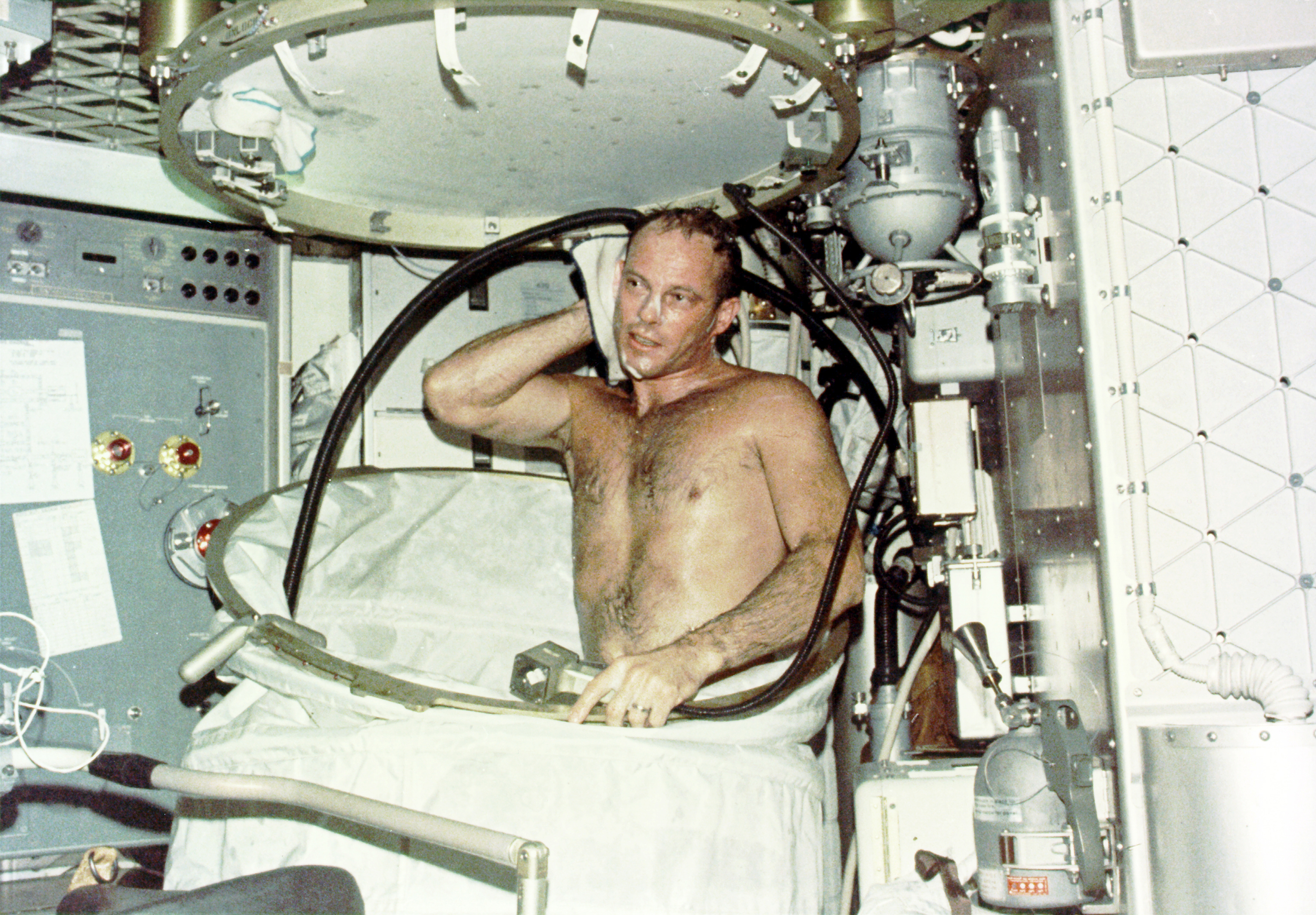
宇宙ステーションスカイラブ3号内のシャワーで水浴びする宇宙飛行士ジャック・ルーズマ（1973年）

入浴（にゅうよく）は、主に人が身体の清潔を保つことを目的として、湯や水・水蒸気などに主に裸で身体を浸すことを指す。

## 入浴の歴史

### 中東・中央アジア
古代ユダヤ人にとって入浴は社会的な義務であり、入浴によって体の清潔を保つことはモーセの律法にも含まれている。また、タルムードでは「ユダヤ人は、公共浴場のない町には住まないこと」など、入浴に関する細かな規定がされている。紀元前1055年にダビデ王がエルサレムに建設を開始した公共浴場「ミクヴァ」はソロモン王の代になって完成した。古代のミクヴァは6メートル四方の地下室で、体だけでなく精神を浄化する場所でもあった。ミクヴァは中東以外にもユダヤ人が住む先々の町で造られた。
紀元前1世紀ごろから、中央アジアで蒸し風呂があったと思われる。これは、高温に加熱した石に水をかけることで蒸気を発生させて入浴を行った。燃料などが少なくて済み手軽に使用できたため、冷水による入浴に適さない地域で広まった。中東では、この蒸し風呂が公衆浴場（ハンマーム）となった。またロシアや北欧に伝わりサウナ風呂の原型ともなった。次のヨーロッパの項目で解説されているが、古代ローマ帝国全土に広まった公共浴場は、イスラームによる北アフリカの地中海沿岸地方とシリア地方の征服後もイスラーム圏で保持され、中東・イランでは現代に至るまで続いている。公共浴場は、モスク・市場と並んでイスラーム都市の基本構成要素となった。

### インド

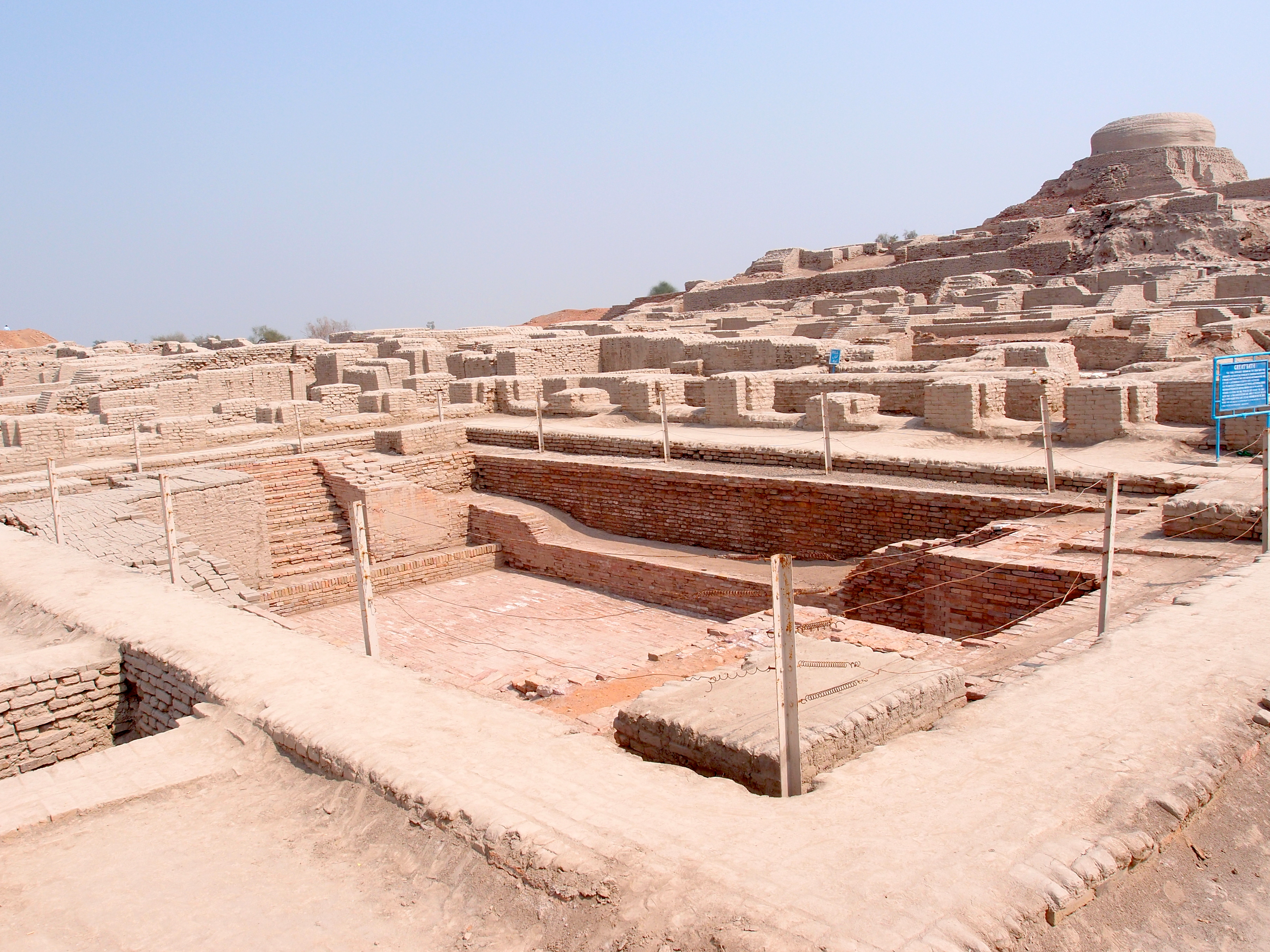
モヘンジョダロの大浴場

紀元前2600年頃のインダス文明のモヘンジョダロや、ハラッパー等の諸都市は、大規模な公衆浴場が完備していた。古代インド十六大国のマガダ国の首都王舎城（現在のビハール州ラージギル）は温泉が多く、王舎城に創された仏教最初の寺院である竹林精舎の近くに、温泉がある仏教僧院（Tapodarama）があった。湯治を目的としていた思われる。現在、跡地にはヒンドゥー寺院が建てられるが、温泉は今も健在である。ヒマラヤ山脈があるインド北部の、ジャンムー・カシミール州、ヒマーチャル・プラデーシュ州、ウッタラカンド州などは、温泉が多く、宗教施設の中や、その周辺に源泉があることが多い。パールヴァティー渓谷にある温泉は有名である。
ヒンドゥー教の多くは1日の始まりに、寺院の貯水池や川で沐浴を行う。あるいは毎日、仕事を終えたあと、1時間ほど時間をかけて全身を洗い浄める。ただし、沐浴する川の水が著しく汚染されている場合もある。シク教にも沐浴の習慣があり、アムリトサルにあるシク教の総本山・黄金寺院周辺では沐浴がよく行われている。

### ヨーロッパ

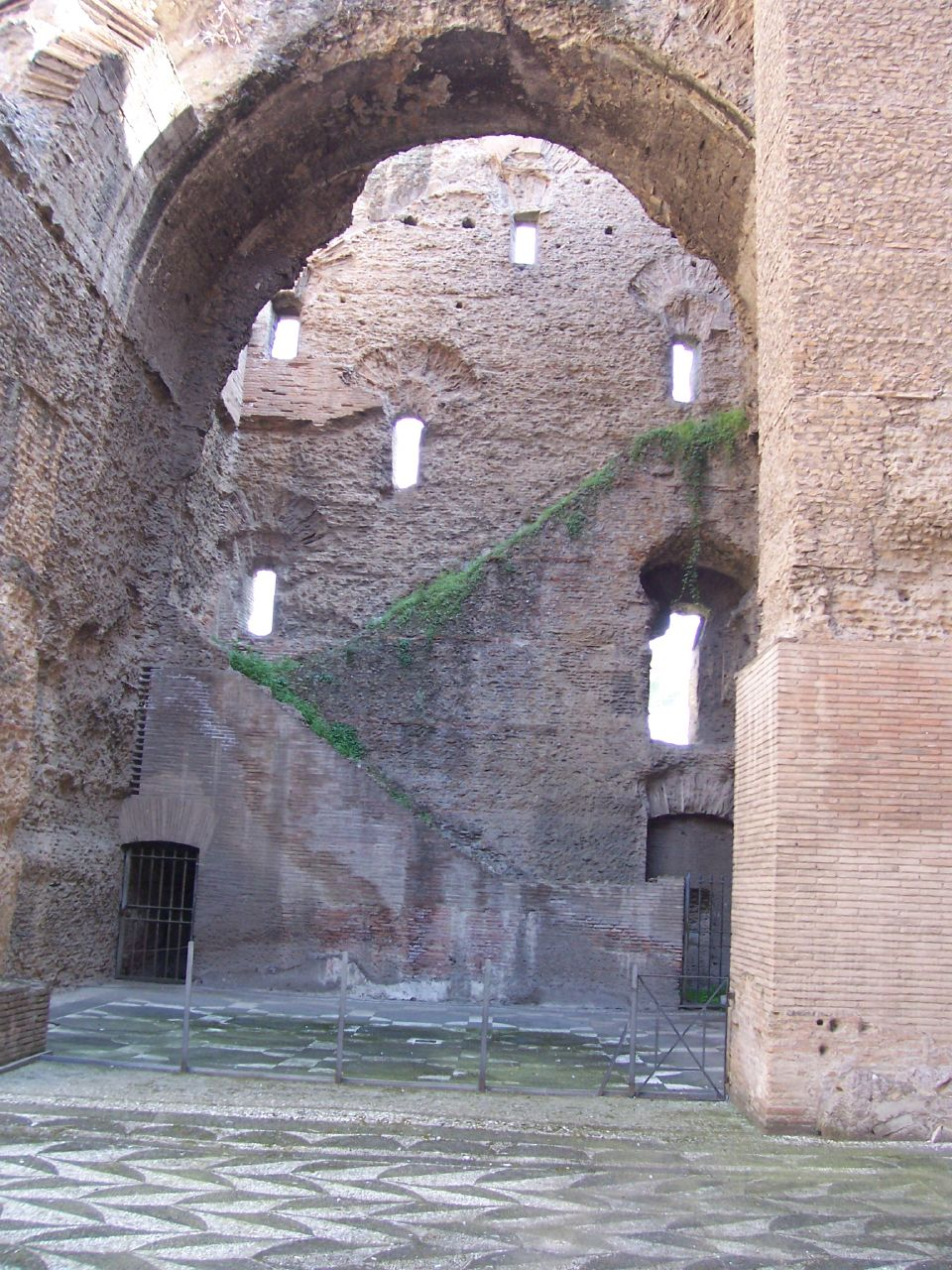
カラカラ大浴場跡 床は美しいモザイクのタイル張りであった

古代ギリシャ人はきれい好きではあったが、ローマ人ほど入浴に熱心になることはなかった。文明初期には暖かいお湯に浸かることは退廃的なことだと考えていたが、紀元前4世紀頃のギリシャの都市には公共浴場が存在した。デルフォイには大規模な温泉施設があり、プラトンの時代にはギムナシオンに浴場が併設されていた。
ローマ帝国時代には、各植民都市に公共浴場が作られた。入浴様式は蒸し風呂の他に、広い浴槽に浸かる形式もあった。217年につくられたローマのカラカラ大浴場は、2000人以上が同時に入浴できたといわれている。古代ローマの入浴は、官営病院を持たなかったローマ人の感染予防施設としても使われた。
ローマの公共浴場は時代の流れとともに、大衆化し社交場・娯楽施設としての意味が増してきた。一方で売春や飲酒蔓延、怠惰の温床にもなった。
北ヨーロッパのフィン人はサウナという公衆浴場で入浴した。古代のサウナは社会的には禊の場であり、死者は葬儀の前にサウナに入れられ、悪魔に取り憑かれたとされた者はサウナで悪魔祓いを受けた。
初期キリスト教の厳格な信者からはローマ式の入浴スタイルは退廃的で贅沢であるとされ、敬遠されるようになった。不潔さこそ聖人の要件であり、自己犠牲、敬虔な振る舞いであると信じられた。入浴するにしても服を脱ぐ事は論外であり、異教徒と同じ浴槽に入ることも考えられないことであった。

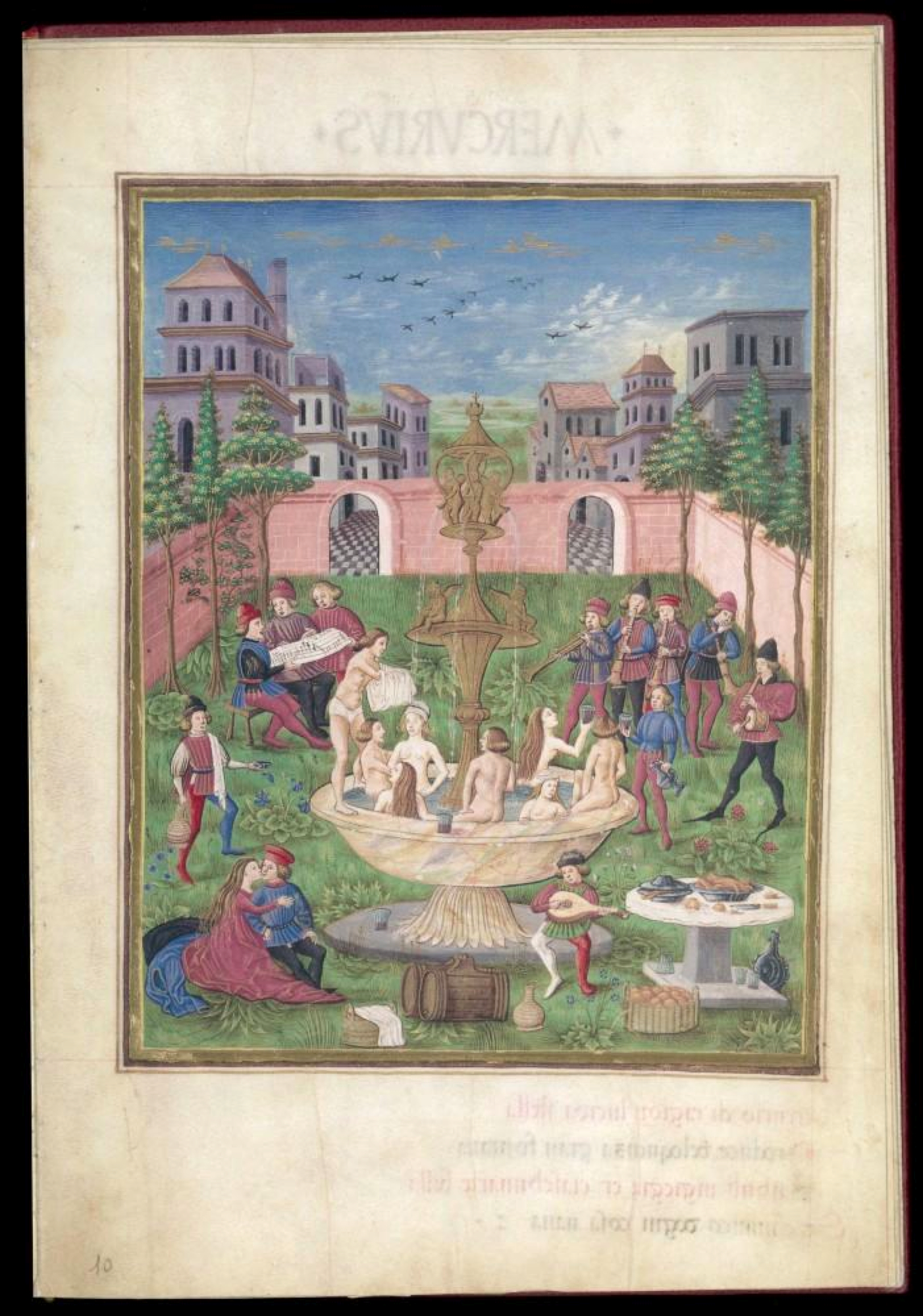
「楽園の泉」15世紀、イタリア

中世初期に衰退した公共浴場に代わり木製で円形のたらいが普及した。2人以上が入ることができる大きさで、経済的、労力的な理由から複数の人間が同時に入ることが常だった。入浴は贅沢の一種であり、貴族たちの間では招いた客を夜会の前に入浴させる「ドンネ・アラベール」と呼ばれる習慣が流行した。
十字軍の時代、東方からハマームの慣習が伝わり、かつての浴場跡などに公共浴場が再建された。しかし、羽目を外す者が後を絶たず、堕落や私生児が社会問題となった。教会は「公共浴場での入浴は不道徳で異教徒的」として非難し、教会の鐘によって男女の入浴時間を分けるなど積極的に介入した。一方、ムーア人の影響下にあったイベリア半島では、洗練されたハマームでの入浴習慣が続いていたが、キリスト教徒による国土回復運動によって失われた。
共同浴場は、コレラやペスト、梅毒などの伝染病の温床となり、1350年の腺ペストの流行により多くの公共浴場が閉鎖された。それ以後の共同浴場は実質的に売春宿だけとなり、16世紀には全面的に禁止されるに至った。結果、キリスト教徒の間では社交的入浴は享楽の象徴とみなされて忌み嫌われ、自宅での個人風呂が主流になっていった。
ルネサンス期のヨーロッパ（特にフランス）では「水や湯を浴びると病気になる」と信じられた。ヴェルサイユ宮殿のバスタブは建設された当初は使われていたものの、その後はマリー・アントワネットが嫁ぐまで使われなかった。王侯貴族は入浴の代わりに頻繁にシャツを着替え、香水で体臭をごまかすようになった。これがパリなどのフランスの大都市部の公衆衛生の悪化の原因の一つとなった。
18世紀、イギリスのジョン・ウェスレーによって起こされたメソジスト派の「清潔は神性に次ぐ」という主張と、「水治療法」という民間療法の流行によって公共浴場や入浴が見直される機運が高まった。コレラの大流行の反省からロンドンの上下水道が完備され、1875年にイギリスで「公衆衛生法」ができて入浴が奨励されるようになり、徐々にバスタブによる入浴が行われるようになった。さらに19世紀、イギリスでシャワーが発明される。以後、シャワーによる入浴が世界に広まった。

### 日本
もともと日本では、川や滝で行われた沐浴の一種と思われる禊（みそぎ）の慣習が古くより行われていたと考えられている。
紀元3世紀の中国大陸の国で書かれた歴史書に日本人の徹底した潔癖性についての記録がある。
仏教が伝来した時、建立された寺院には湯堂、浴堂とよばれる沐浴のための施設が作られた。もともとは僧尼のための施設であったが、仏教においては病を退けて福を招来するものとして入浴が奨励され、『仏説温室洗浴衆僧経』と呼ばれる経典も存在し、施浴によって一般民衆への開放も進んだといわれている。特に光明皇后が建設を指示し、貧困層への入浴治療を目的としていたといわれる法華寺の浴堂は有名である。当時の入浴は湯につかるわけではなく、薬草などを入れた湯を沸かしその蒸気を浴堂内に取り込んだ蒸し風呂形式であった。またはこの蒸し風呂のことを風呂と呼んでいた。
平安時代になると寺院にあった蒸し風呂様式の浴堂の施設を、上級の公家の屋敷内に取り込む様式が現れる。次第に宗教的意味が薄れ、衛生面や寛ぎの色彩が強くなったと考えられている。
浴槽にお湯を張り、そこに体を浸かるというスタイルがいつ頃発生したかは不明である。古くから桶に水を入れて体を洗う行水というスタイルと、蒸し風呂が融合してできたと考えられている。この入浴方法が、一般化したのは江戸時代に入ってからと考えられている。
だが、漢方医の間では入浴の習慣が広まることに危機感を覚えるものもいた。いわゆる後世派と呼ばれる医師たちは、温泉療法以外による入浴は体内の気を乱して体に悪影響を与えると考えていた。貝原益軒の『養生訓』にも10日に1度ぬるま湯に沐浴すれば良く、それ以上の入浴は却って毒となると書かれている。だが、古方派とされる医師たちは実証主義観点から適度な入浴は気の循環を良くして体内の毒物を外部に排出するのを助けると論じ、蘭方医も皮膚に垢が付着することの危険性を論じて、「入浴害毒論」を批判している。
現在、世界的に見ても日本人の入浴頻度はかなり高い。江戸時代は一般的に入浴頻度がそれほど高くなく、銭湯などの共同浴場での入浴が一般的だった一方で、地域や生活水準、あるいは季節によってまちまちであった。
毎日入浴する習慣が全国的になっていくのは、家庭内へガスによる瞬間湯沸器や水道水の普及が進んだ高度経済成長期以降のことである。近年はシャワーが普及し、少人数世帯の増加と、夏期は一日に複数回入浴するためにシャワーのみ浴びるという人が増えた。また「高温の入浴は健康（特に高血圧）に悪い」「身体を温めるにはややぬるい風呂に長く入る方が効果的」と考えて、ぬるめの入浴を好む日本人も増えるなど、入浴の仕方に変化が現れている。
温泉街では、地元住民が通う湯温が高い共同浴場と、観光客も入れるぬるめにした浴場が別に設けられている地区もある。

## 日本の入浴習慣

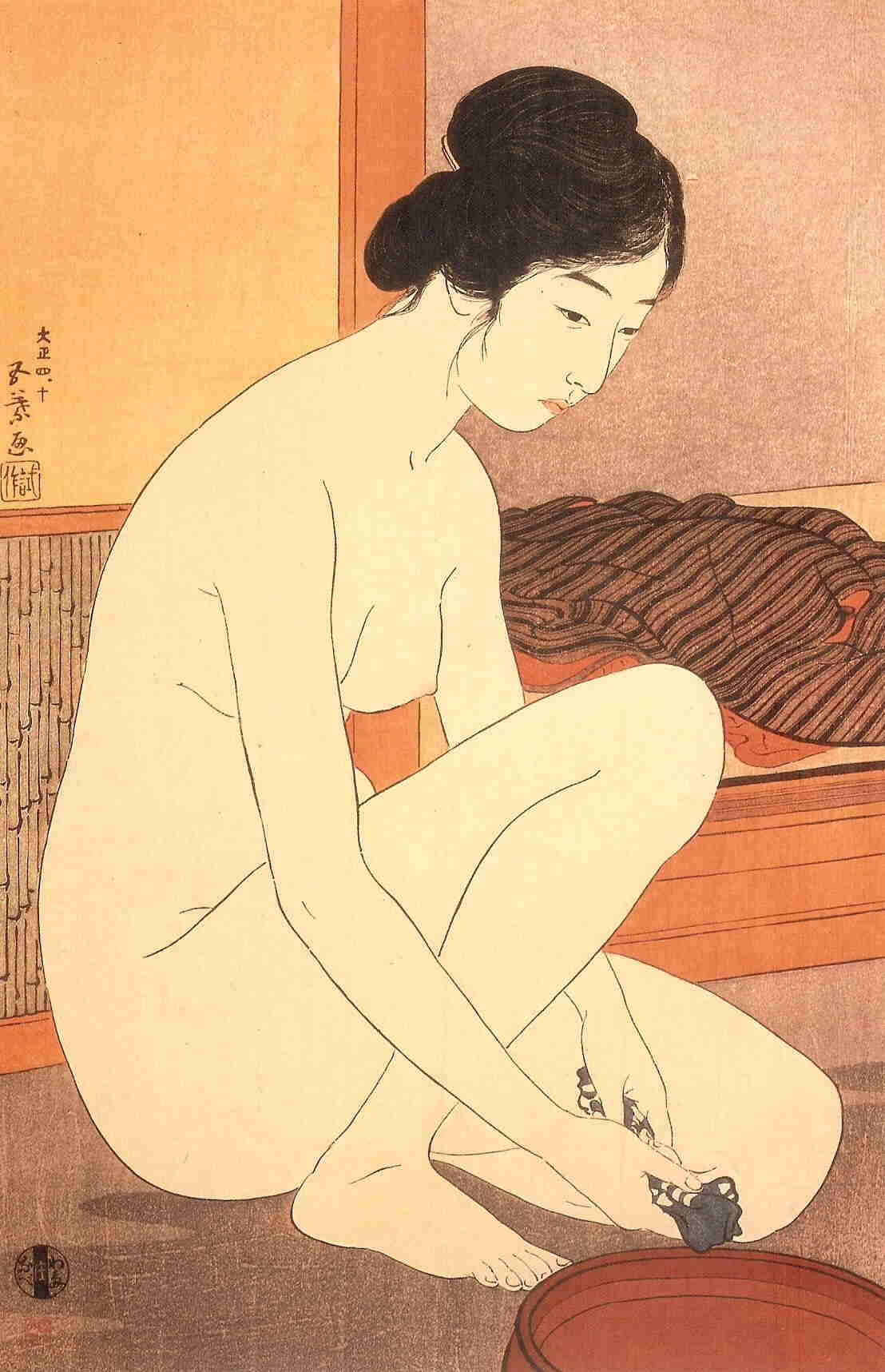
橋口五葉「ゆあみ」(1915年)

一般に日本人は入浴、特に高い温水での入浴を好むと言われ、多くの日本人が好む入浴温度は40～43度程度である。『徒然草』にも住まいは夏を旨とすべしとあるように、日本の住居は日本の多湿の気候を考慮して、風通しの良い構造が好まれていた。このため冬場に身体が冷えるために熱い温度の入浴が好まれるようになったというものである。
日本人が風呂好きとなった原因として、冬は前述の理由から、夏は高温多湿の気候により汗をかきやすく、火山島のため土が粘土質であり埃が立ちやすいことなど、1年を通じて入浴を必要とする日本の気候風土が挙げられる。また神道や仏教の影響を受け、入浴によって垢を落とすことは浮世の汚れとともに、心の中の垢（いわゆる「煩悩」）をも洗い流すと信じられてきたことや、入浴による心身における爽快感という実体験が慣習として根付いたのだとする見方もある。
これに対して、例えば中国では沐浴を5日に1回行うことが理想とされてきたが、基本的には蒸気浴・あるいは行水の類であったと考えられており、日本人の入浴が特殊であったことを物語っている。他の外国も行水、シャワーを使用する国が多い。
日本人は入浴に対し熱心かつ真剣であると言われる。「アメリカ人は体をきれいにするために風呂に入るが、日本人は体をきれいにしてから風呂にはいる」と言われるほど浴槽の衛生管理に気を使っている。日本では、浴槽に入る前に身体を洗うか、汚れを流し落とすことがマナーとされる。日本人と同じく入浴に熱心だったローマ人にとって、入浴はその後の活動の準備であり、そのために体をリフレッシュさせる手段であるため専ら日中に入浴した。一方、日本人は一日の疲れを癒やしぐっすり寝るために夜に入浴する。

### 共同浴場（銭湯）

女湯

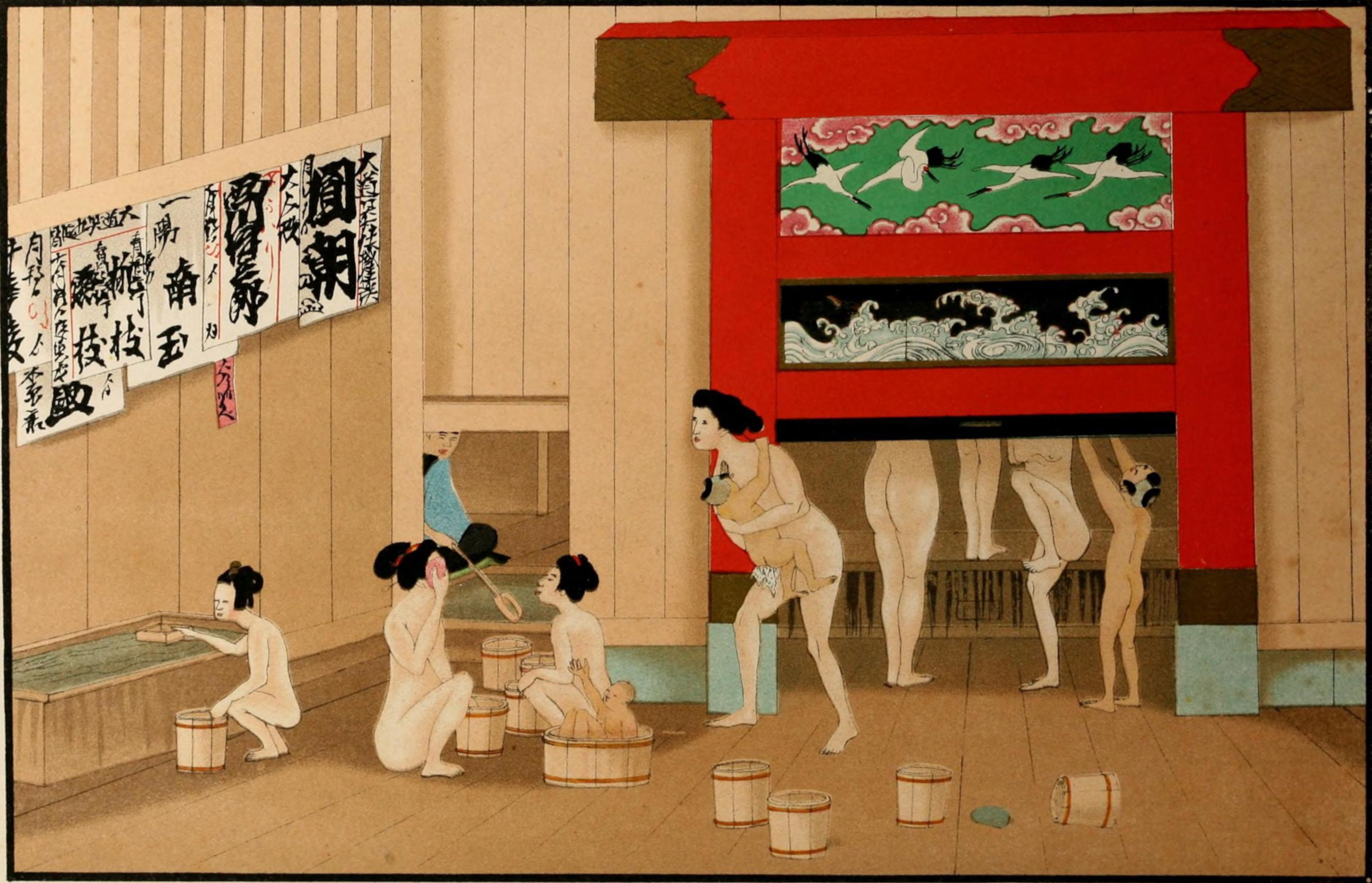
石榴口つき銭湯

多数の他人と全裸で入浴をする共同浴場は、世界的に珍しい日本独特の入浴スタイルである。日本以外の温泉や公衆浴場では水着や前掛けを着用して入るのが一般的である。日本でも宝永年間以前までは、男は風呂褌、女は湯文字という専用の服装で入浴していた。
公家が邸宅に入浴施設を取り入れ始めた平安時代頃から、集落の密集した都市には入浴をサービスとして提供する町湯が現れたといわれている。
1591年に伊勢与市によって江戸に初めての銭湯が置かれて以来、急速に江戸市民の生活に溶け込んでいった。江戸時代に入ると、銭湯が大衆化した。初めは心身的な理由で入浴することが多かった人々の間でも、次第におしゃれや娯楽、社会的コミュニケーションの場として銭湯に行く者も増加するようになった。銭湯に垢すりや髪すきのサービスを湯女（ゆな）にしてもらう湯女風呂などが増加した。当時の川柳に「銭湯へ行かぬで下女は毒づかれ」と銭湯へ行かない者を揶揄するものが現れるのも、こうした時代背景がある。松平定信が江戸の銭湯での男女混浴を禁止する御法度を出すなど、風紀の厳しい取り締まりの対象にもなった（この取締りは日本の狭小な住宅事情もあり、銭湯側の対処が湯船に簡便な仕切りを施しただけの例が多かったため結果的に浴室が狭くなり、特に女性側から苦情が出た）。その一方で幕府が低廉な価格維持（山東京伝によれば享和年間における入湯料は大人10文・子供8文であったという）の代わりに銭湯業者の保護も行っていた。日に何度も銭湯へ通う客のために、月単位で通しで入れる木札を売っていたともいう。
『浮世風呂』（式亭三馬）のように文芸・絵画の題材にもなった。
なお江戸時代の銭湯の浴室は蒸し風呂を兼ねていた。入り口が柘榴口と呼ばれる高さが低い鴨居で湯気が逃げないようにする構造になっており、そのため浴室内はかなり薄暗かった。そのため、浴室に入るときや出るときには先客に声をかける（例えば、入る時には「冷えものです」等）のが礼儀とされた。なお、柘榴口は明治初期に衛生上の問題を理由に政府の命令によって取り外された。
明治以前にも男女混浴は風紀を乱す元として禁止令が出されたこともあったが、効果は薄かった。明治に入ってから、男女別浴が徹底されるようになった。また、トルコ風呂（現在のソープランド）は日本独自の大人の性風俗文化として花開いた。

### 地域における入浴習慣
四国の一部では新築の家あるいは風呂のリフォームをした際、一番風呂を通り掛かりのホームレスや御遍路（四国八十八箇所巡りの巡礼者）、親族の老人などに使わせた上、応接間で馳走（あるいはうどん）を振舞うと云う風習がある所がある。

## 医学的知見
一般に適度な入浴は皮膚の清潔を保ち、心身のストレスを取り除く効果がある。長期間入浴せずシャワーも浴びなかった場合、衛生状態が保たれず皮膚炎や感染症を引き起こす可能性がある。
例えば中世頃にペストが大流行した時、入浴の習慣のないヨーロッパ人の間では流行したが、入浴の習慣を先祖から受け継いできたユダヤ人はなかなか感染しなかった。このことから「ユダヤ人が毒を盛った」と疑われ、各地でユダヤ人に対する虐殺が起きた。
1960年代にヒッピー文化が流行した時には、現存の文化を否定しナチュラルにする意味で入浴、歯磨き、散髪といった衛生概念をほとんど行わない習慣が流行した結果、感染症が広まった。
入浴した時に熱くも感じず冷たくも感じない温度を不感温度といい、36～37度程度である。この不感温度での入浴した時に消費されるエネルギーが最も少ない。不感温度より高くても低くても入浴中に消費されるエネルギーは増加する。また42度以上の高温の入浴や洗いすぎは皮膚の角質層を破壊し、痒みや皮膚炎に繋がる。
不感温度よりも5度以上高い、熱い温度のお湯に入浴すると、入浴開始直後は血液の流れを皮膚表面から遠ざけようとする身体的現象が発生する。また水圧により血管が押しつぶされ、心臓に加わる負担が大きくなる。高血圧症や心臓に持病を持つ人が熱い湯に入浴することを避けるように言われるのはこのためである。また入浴時間が長くなるにつれて、体温の上昇が始まる。すると身体の放熱をするために血管の拡張がおこり、脳や内臓に回る血液の量が減少する。これは血圧の低い人が湯上りの立ちくらみを起こしやすい原因となっている。

## 入浴介助
入浴介助とは自力での入浴行為が著しく困難な者に対し、他者が介助を行うことである。高齢や障害などにより入浴介助を必要とする人は多い。身体を清潔にする他、精神的、肉体的な苦痛と緊張を緩和させる、排泄作用を促進させる、入眠を助けるなどの効果があるが上述の他にも転倒、意識喪失などのリスクもあり福祉・介護における専門性が要求される重要なサービスのひとつである。
入浴介助にはほぼ自立できる人を対象とした見守り、片麻痺のある人を対象とした入浴介助、シャワー入浴介助、寝たきりや車いすに乗ったまま行える機械浴の介助などがある。

## 動物の入浴
ペットを飼い主が湯に入れて洗うことも「入浴」「風呂に入れる」と表現されることがある。また日本では、野生または飼育下で湯につかるニホンザルがおり、「温泉猿」として観光客らに注目されている。
イノシシやシカなどは、沼田場で泥を浴びる。バッファローは、バッファロー・ワローで泥浴びをする。馬などは砂浴びを行う。ほとんどの鳥や象などは水を浴びるが、鳥の場合は行水しながら羽ばたいた際に発生する水飛沫を浴びる事が多い。象は水溜まりなどの水を鼻で吸引し、そのままシャワーやホースの様に鼻から水を噴射して自分の身体にかける様子が見られる。